# ロベルト・クラニエッツ
ロベルト・クラニエッツ（Robert Kranjec、1981年7月16日 - ）は、スロベニア、クラーニ出身の元スキージャンプ選手。

## プロフィール
1998年3月13日、トロンハイムでスキージャンプ・ワールドカップにデビュー。
2002年のジャンプ週間インスブルックで自己初の一桁順位（8位）となるなど好成績をあげオリンピック代表となる。
ソルトレークシティオリンピックでダミヤン・フラス、プリモジュ・ペテルカ、ペテル・ジョンタとともに団体銅メダルを獲得した。
2003年の世界選手権ではラージヒルで6位入賞を果たした。
2005-2006シーズンの開幕シリーズ（フィンランド、クーサモ）で3位と1位（自身初の優勝）になりこの時点で総合1位の証であるゴールドビブスを着けることとなった。このシーズンは自己最高位の総合16位で終えた。トリノオリンピックでは個人ノーマルヒル41位、個人ラージヒル49位と振るわなかった。
2009年8月30日のサマーグランプリ（日本、白馬）で勝利。
2010年1月9日にフライングでワールドカップ通算2勝目をあげ、2010年バンクーバーオリンピックでは個人ノーマルヒルで6位に入賞、個人ラージヒルは9位、団体では8位だった。
2009-2010シーズンのワールドカップ総合は自己最高位の10位となった。
2011年ノルディックスキー世界選手権ではラージヒル団体でペテル・プレヴツ、ユーリ・テペシュ、イェルネイ・ダミヤンとともに銅メダルを獲得した。
2011-2012シーズンはワールドカップで2勝、（いずれもフライング）スキーフライング世界選手権では個人金メダル、団体銅メダルを獲得した。
クラニエッツは世界でも優れた飛型の一人とされる。またフライングを得意とし、ワールドカップ通算7勝中6勝がフライングである。
近年は故障に悩まされていたが、2019年3月20日にソーシャルメディアにて引退を表明した。3月21日に地元スロベニア、プラニツァで行われたワールドカップ個人戦第27戦の予選に出場したが47位に終わり予選通過基準の40位以内に残れず、今季のワールドカップポイントがないクラニエッツは今季最終戦である個人第28戦の出場資格がないため、これが競技生活最後のジャンプとなった。3月23日に同地で行われたワールドカップ団体第7戦の1回目、2回目間のインターバルにクラニエッツ本人と娘のPika Felicijacの顔をプリントしたゼッケンを身にまとい、コーチの介添えを受けたPika Felicijacのスタートの合図で引退ジャンプを行い、クラニエッツからスロベニアジャンプチームのキャプテン指名を受けたペテル・プレブツの計らいでその試合で3位に入ったスロベニアチームの一員としてペテルの弟ドメン・プレヴツに代わって表彰台に登壇した。